# Kraina Sudecka
Kraina Sudecka – jednostka podziału kraju stosowana w leśnictwie położona w masywie górskim Sudetów na południowo-zachodnim krańcu Polski.
Sudety dzielą się na część zachodnią, środkową i wschodnią. Do części zachodniej Sudetów należą następujące łańcuchy górskie: Góry Izerskie, Góry Kaczawskie, Karkonosze i Rudawy Janowickie. W Sudetach środkowych leżą: Góry Wałbrzyskie, Góry Kamienne, Góry Sowie, Góry Stołowe, Góry Bystrzyckie, Góry Orlickie.  Sudety wschodnie w swej większej części leżą do po stronie Czech, a na terenie Polski znajdują się tylko: Góry Złote, Góry Śnieżne i Góry Opawskie. Wzdłuż południowej granicy krainy przebiega granica państwa. Lesistość krainy wynosi ok. 41%.
Kraina Sudecka posiada klimat typowo górski, zróżnicowany w zależności od wysokości nad poziomem morza i ukształtowania terenu. Wraz ze wzrostem wysokości wzrasta też ilość opadów atmosferycznych.
Sudety należą do gór bardzo starych, o kopulastych szczytach, niezbyt żyznych glebach zbudowanych głównie z kwaśnych skał, ubogich w węglan wapnia, granitów, łupków krystalicznych, skał wylewnych i piaskowców. Kwaśne skały granitowe i porfirowe stanowią podłożę najuboższych gleb o różnej głębokości, na ogół wilgotnych, a w miejscach bezodpływowych podmokłych i zabagnionych.
W krainie tej występują wszystkie górskie typy siedliskowe lasu, a na granicy z Przedgórzem Sudeckim spotyka się również fragmenty siedlisk wyżynnych. Procentowo bór wysokogórski zajmuje ok. 8,6%, bór mieszany górski ok. 46%, las mieszany górski ok. 25%.
głównymi gatunkami lasotwórczymi są świerk, buk i jodła. W domieszce spotyka się jawor, modrzew, a w dolnych partiach gór także sosnę. Szata roślinna Sudetów występuje strefowo w zależności o wysokości nad poziomem morza i tak: w reglu górnym na siedliskach boru wysokogórskiego występują jednolite (monokultury) drzewostany świerkowe, charakteryzujące się luźnym zwarciem i nisko ugałęzionymi strzałami. W górnych partiach regla dolnego na siedliskach boru górskiego występują również bory świerkowe, a jeszcze niżej spotyka się nawet drzewostany sosnowe. Jedynymi naturalnymi fragmentami siedlisk górskich z drzewostanami świerkowymi są fragmenty Karkonoskiego Parku Narodowego.
W obszarze Krainy Sudeckiej znajdują się Karkonoski Parki Narodowy oraz Park Narodowy Gór Stołowych.
Z uwagi na niewielką powierzchnię Krainy Sudeckiej nie podzielono jej na dzielnice.